# Oliver Axnick
Oliver Axnick (Füssen, 17 de mayo de 1970) es un deportista alemán que compitió en curling.
Ganó cuatro medallas en el Campeonato Mundial de Curling entre los años 1994 y 2005, y dos medallas de oro en el Campeonato Europeo de Curling, en los años 1992 y 1997.
Participó en dos Juegos Olímpicos de Invierno, ocupando el octavo lugar en Nagano 1998 y el octavo en Turín 2006, en la prueba masculina.

## Palmarés internacional
| Campeonato Mundial | Campeonato Mundial    | Campeonato Mundial | Campeonato Mundial |
| Año                | Lugar                 | Medalla            | Prueba             |
| ------------------ | --------------------- | ------------------ | ------------------ |
| 1994               | Oberstdorf (Alemania) | Medalla de bronce  | Equipo             |
| 1995               | Brandon (Canadá)      | Medalla de bronce  | Equipo             |
| 1997               | Berna (Suiza)         | Medalla de plata   | Equipo             |
| 2005               | Victoria (Canadá)     | Medalla de bronce  | Equipo             |
| Campeonato Europeo |                       |                    |                    |
| Año                | Lugar                 | Medalla            | Prueba             |
| 1992               | Perth (Reino Unido)   | Medalla de oro     | Equipo             |
| 1997               | Füssen (Alemania)     | Medalla de oro     | Equipo             |